# 라우펜
라우펜(Laupen)은 스위스 베른주에 위치한 베른-미텔란트구의 자치체이자 그 구의 수도이다.

## 역사
라우펜은 1130-33년에 Loupa로 처음 언급되었다. 1173년에는 프랑스어로 Loyes로 언급되었다. 1352년에는 라틴어로 Louppen으로 기록된다.
이곳은 1339년 라우펜 전투가 있었던 곳이다. 라우펜 전투는 프리부르 마을에 대한 베른(베른)과 스위스 연방 동맹국의 결정적인 승리였다. 라우펜은 다음 세기 동안 개선된 보병 전술에 직면하여 고대 중세 중기병 (기사)의 확실한 쇠퇴를 예고하는 일련의 전투 중 하나였으며 1353년 베른이 스위스 연방에 합류하게 했다.
라우펜에 정착한 가장 오래된 흔적은 홀츠마트 라우펜홀츠의 자갈 구덩이와 두 개의 무덤에서 발견된 청동기 시대의 검이다. 로마 시대의 동전, 무기과 선박은 라우펜 마을 북쪽과 촐게슬리에서 발견되었으며 로마 도로의 흔적은 라우펜뮈흘에서 발견되었다. 젠제강과 자네강이 합류하는 하류에서 120m 떨어진 것으로 추정되는 로마식 자네 다리의 유적은 최근 연대순으로 1400년경으로 연대가 측정되었다.

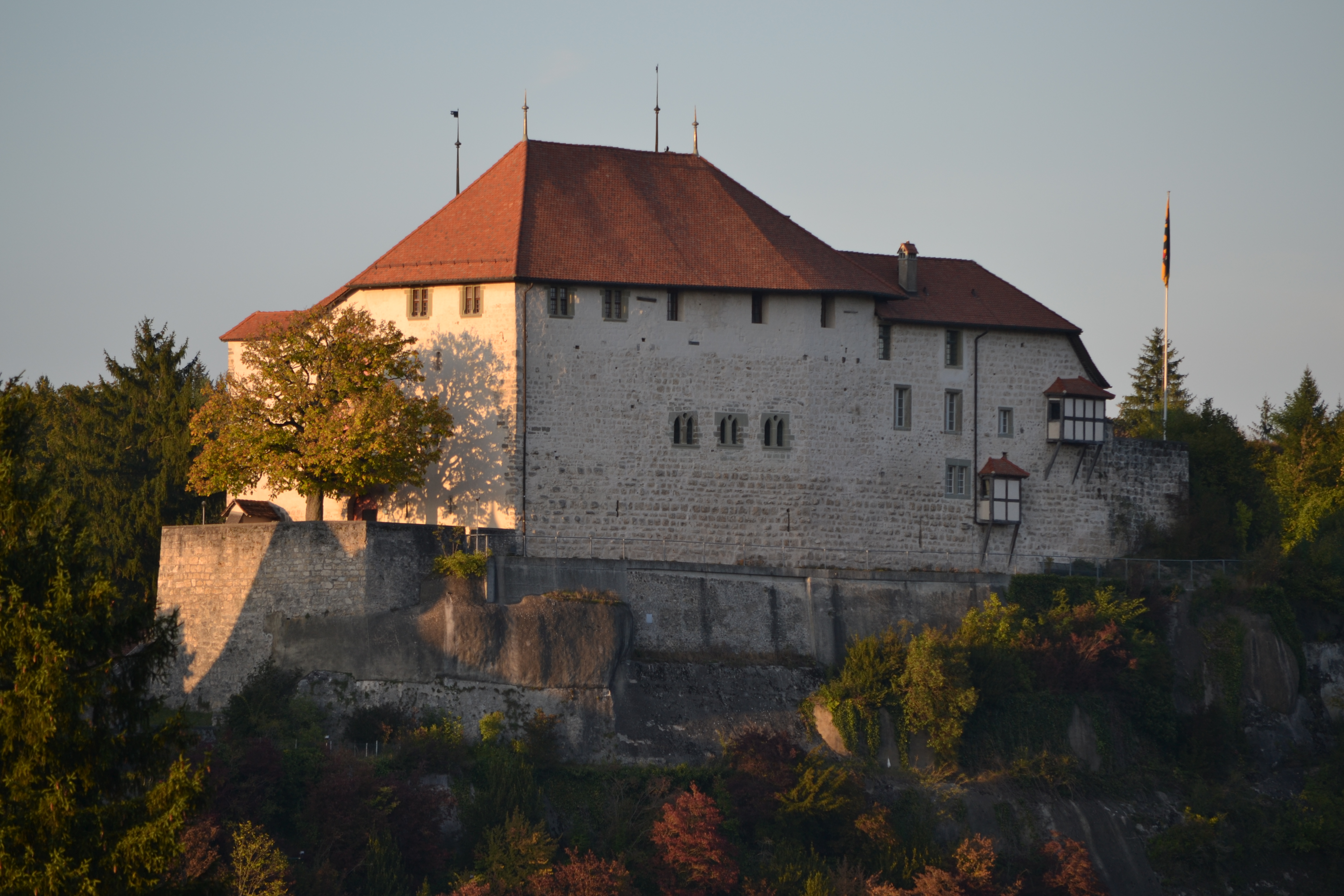
라우펜성

라우펜성은 젠제강과 자네강을 따라 늘어선 제국 성곽의 일부로 10-13세기에 지어졌다. 성은 젠제강 위의 사암 박차에 킵, 메인 타워 및 링 벽으로 지어졌다. 부르군트 제2왕국에서 성은 왕들의 거주지였다. 그다음 그것은 백작의 거주지가 된 체링겐 공작에게 넘어갔다. 체링겐 가족이 멸망한 후 1253년에 키부르크 백작에 의해 결국 인수되었다. 키부르크 본선은 1263년에 중단되었고 성과 주변 지역은 합스부르크 왕가 간의 권력 투쟁의 중심지가 되었다.(키부르크 땅의 상속인)과 사보이 백작. 승리한 합스부르크 왕가는 1269년에 라우펜성의 성으로 임명되었다. 1300년 이후에는 이 성곽이 황실 총독으로 교체되었다. 1310년에 황제 하인리히 7세는 성과 토지를 담보로 대출할 것을 약속했다. 1324년 베른은 약속된 성과 땅을 획득했다. 황제가 대출금을 갚을 수 없게 되자, 라우펜은 베른의 첫 번째 영지가 되었다.
라우펜이 베른주의 일부가 된 후 성은 베른 행정 본부였다. 성 계단은 1580-99년에 확장되었다. 성의 관리 사무실은 1648-50년에 확장되었고 1983-88년에 완전히 개조되었다. 15세기와 16세기 동안 라우펜의 영지는 베른이 사린강과 젠제강을 따라 더 많은 땅을 획득함에 따라 여러 번 확장되었다. 1798년까지 성은 라우펜의 집행관의 공식 거주지였다. 라우펜의 영지는 1803년에 라우펜 지구로 개편되었고, 2010년에는 베른-미텔란트 지구의 일부가 되었다.
라우펜 시는 13세기에 자체 성벽으로 둘러싸여 있었다. 1275년에 합스부르크의 루돌프 1세는 베른의 헌장에 근거하여 라우펜에게 도시 헌장을 수여했다. 이 도시는 1301년까지 베른과 동맹을 맺었지만 1324년에는 베른의 완전한 통제를 받았다. 시장, 시의회와 총회는 베른 총독에게 종속되었다. 앙시앵 레짐 하에서 15-20명의 구성원 평의회는 길드원들로부터 비밀 투표에 의해 임명되었다. 라우펜은 1294년에 마을 인장을, 1539년에 마을 깃발을 받았다. 마을은 1522년경에 시청을, 1545년에 병원을 지었다.
15세기까지 라우펜은 베른과 프리부르를 잇는 동서 도로의 중요한 무대였다. 사린강과 젠제강은 낮은 물에서만 건널 수 있었기 때문에 베른은 1324년 사린강을 가로지르는 다리를 건설했다. 다리는 종종 홍수로 파괴되었고 1450년 베른과 누에네그에서 군메넨에 젠제 다리를 건설한 후에 파괴되었다. 1467년 프리부르에 의해 재건되지 않았다. 타운 게이트에 있는 젠제 위의 작은 다리는 지역 교통에만 사용되었다. 편리한 교역로가 없어 도시는 정체 상태였다. 인구의 빈곤과 그로 인한 낮은 건설 활동은 구시가지를 거의 그대로 유지하는 데 도움이 되었다. 이것은 16세기와 17세기에 지어진 두 줄의 집과 삼각형의 시장 광장 주변에 있는 교회로 구성되어 있다. 요새가 부분적으로 철거된 후(1847~70), 15세기부터 커튼월과 프라이부르크토르(Fribourg gate)의 일부만 남았다. 1784년 라우펜에는 42채의 타운하우스가 있었는데 그중 일부는 성벽 앞에 있었다.
19세기 후반에는 철도와 새로운 도로가 경제의 성장을 가져왔다. 오늘날 서비스 시설(레스토랑)과 제조업(인쇄, 판지, 컴퓨터, 운송회사와 금속 제조 포함)이 주요 고용주이다. 1997년에는 구청을 개편하고 일부 구청을 다른 시정촌으로 옮겼다.

## 지리

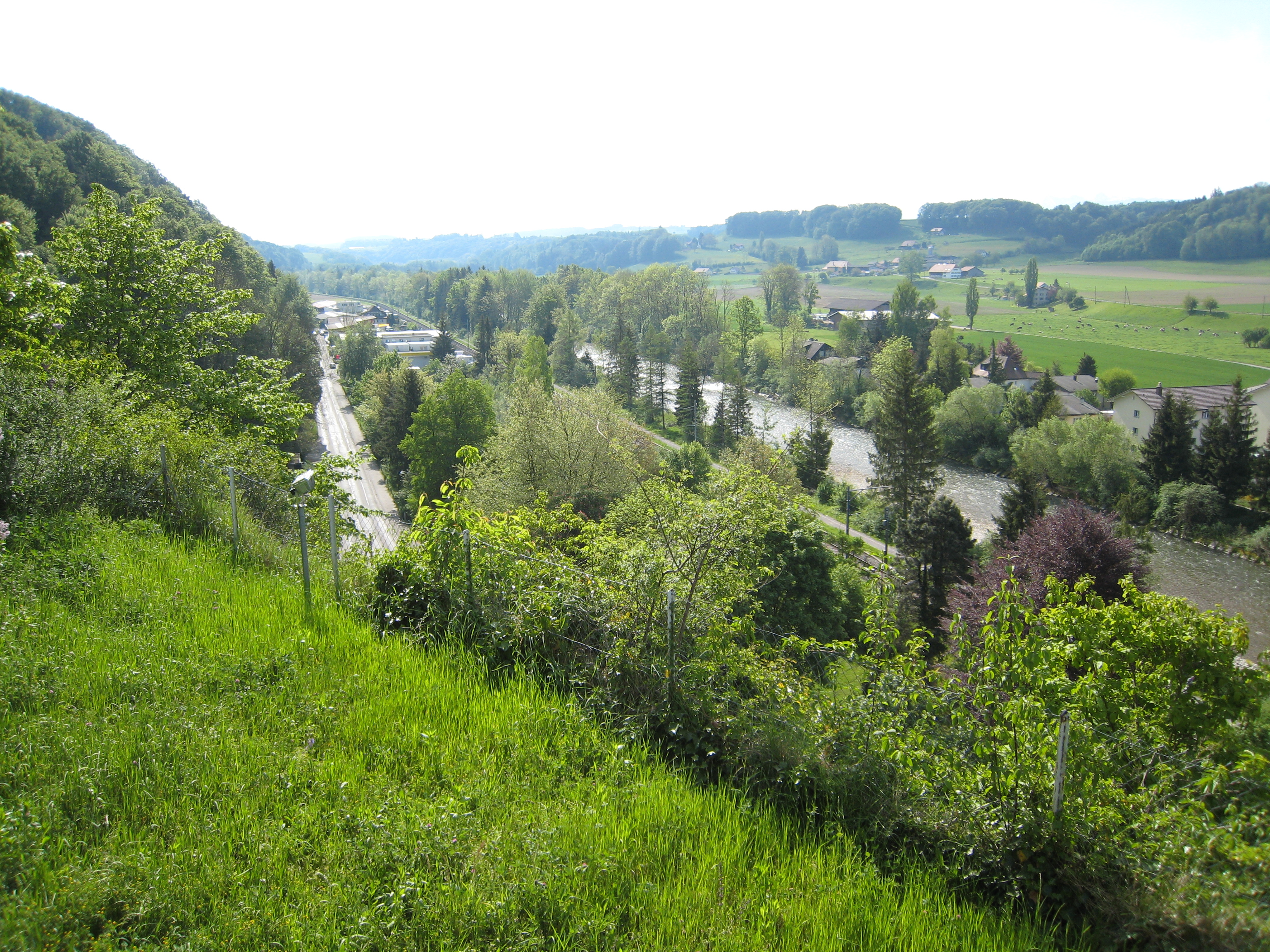
라우펜의 젠제강

라우펜의 면적은 4.13k㎡이다. 이 면적 중 1.59k㎡ (38.6%)가 농업 목적으로 사용되는 반면 1.23k㎡ (29.9%)는 삼림으로 사용된다. 나머지 토지 중 1.05k㎡ (25.5%)가 정착(건물 또는 도로), 0.21k㎡ (5.1%)가 강 또는 호수이다.
건축면적 중 공업용 건물이 전체 면적의 2.9%를 차지했으며 주택과 건물이 13.8%, 교통 기반 시설이 4.6%를 차지했다. 전력 및 수자원 기반 시설 및 기타 특별 개발 지역은 면적의 1.7%를 구성하고 공원, 녹지 및 스포츠 필드는 2.4%를 구성한다. 숲이 우거진 토지 중 전체 토지의 26.7%는 숲이 우거져 있고 3.2%는 과수원이나 작은 나무 군락으로 덮여 있다. 농경지 중 30.6%는 작물 재배에 사용되며 7.8%는 목초지이다. 시정촌의 모든 물은 흐르는 물이다.
라우펜은 강이 자네강으로 들어가는 곳 근처의 젠제강의 오른쪽 제방에 위치하고 있다.

### 기후
라우펜은 연간 평균 126.4일의 비 또는 눈이 내리며 평균 강수량은 1,002mm이다. 가장 습한 달은 6월로 이 기간 동안 라우펜은 평균 111mm의 비나 눈을 내린다. 이달의 평균 강수일은 11.4일이다. 강수량이 가장 많은 달은 5월로 평균 13.1일이지만 비나 눈은 99mm에 불과하다. 일년 중 가장 건조한 달은 2월이며, 10.3일 동안 평균 강수량이 62mm이다.

## 인구통계

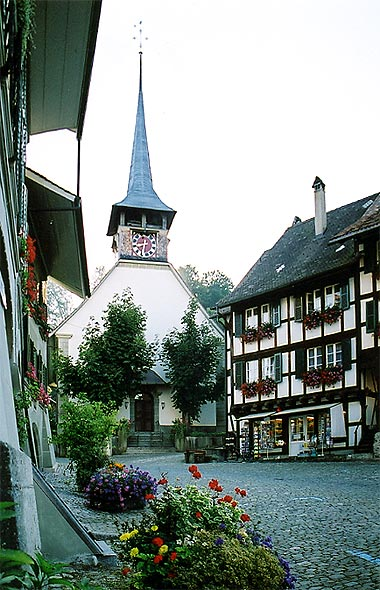
교회와 라우펜의 옛 타운 거리

라우펜의 인구(2020년 12월 기준)는 3,230명이다. 2010년 기준으로 인구의 10.0%가 거주 외국인이다. 지난 10년(2000-2010년) 동안 인구는 0.7%의 비율로 변화했다. 이민은 0.2%, 출생과 사망은 1.4%를 차지했다.
2000년 기준 인구 대부분인 2,581명(92.3%)이 독일어를 모국어로 사용하고, 이탈리아어가 43명(1.5%)으로 두 번째로 많이 사용하고, 프랑스어가 42명(1.5%)으로 세 번째이다. 로만슈어를 구사하는 사람이 1명 있다.
2008년 기준으로 인구는 남성 49.0%, 여성 51.0%이다. 인구는 1,235명의 스위스 남성(인구의 43.9%)과 142명(5.0%)의 비스위스계 남성으로 구성되었다. 스위스 여성은 1,296명(46.1%), 비스위스계 여성은 140명(5.0%)이었다. 지자체의 인구 중 약 21.1%인 591명이 라우펜에서 태어나 2000년에 그곳에 살았다. 같은 주에서 태어난 1,222명(43.7%)이 있었고, 스위스 타지에서 태어난 623명(22.3%)이 있었다. 284명(10.2%)이 스위스 이외의 외국에서 태어났다.

2000년 기준으로 아동·청소년(0~19세) 인구가 23.6%, 성인(20~64세)이 61%, 노인(64세 이상)이 15.4%를 차지하고 있다.
2000년 기준으로 시정촌에 미혼이거나 독신인 사람은 1,121명이다. 기혼자는 1,347명, 미망인은 196명, 이혼한 사람은 132명이었다.
2000년 기준으로 시정촌의 개인가구는 1,188세대로 가구당 평균 2.3명이다. 1인 가구는 383가구, 5인 이상 가구는 71가구였다. 2000 년에는 총 1,154채(전체의 90.4%)가 상설 임대되었으며, 65채(5.1%)가 계절적 임대, 58채(4.5%)가 비어 있었다. 2009년 기준 신규주택 건설률은 인구 1000명당 10세대였다. 2010년 시정촌 공실률은 1.4%였다.

역사적 인구는 다음 차트에 나와 있다.

### 종교
2000년 인구 조사에서 로마 가톨릭 신자는 510명(18.2%)이었고 스위스 개혁 교회는 1,879명(67.2%) 이었다. 나머지 인구 중 정교회 교인이 12명(인구의 약 0.43%), 크리스찬 가톨릭 교회 교인이 6명(인구의 약 0.21%)이 있었다. 다른 기독교 교회에 속한 개인이 96명(또는 인구의 약 3.43%)이었다. 1명의 유대인이 있었고 72명(인구의 약 2.58%)이 이슬람교도였다. 불교도가 10명, 힌두교도가 21명이었다. 189명(인구의 약 6.76%)은 교회에 속하지 않았고, 불가지론자 또는 무신론자였으며 46명(인구의 약 1.65%)은 질문에 대답하지 않았다.

## 경제

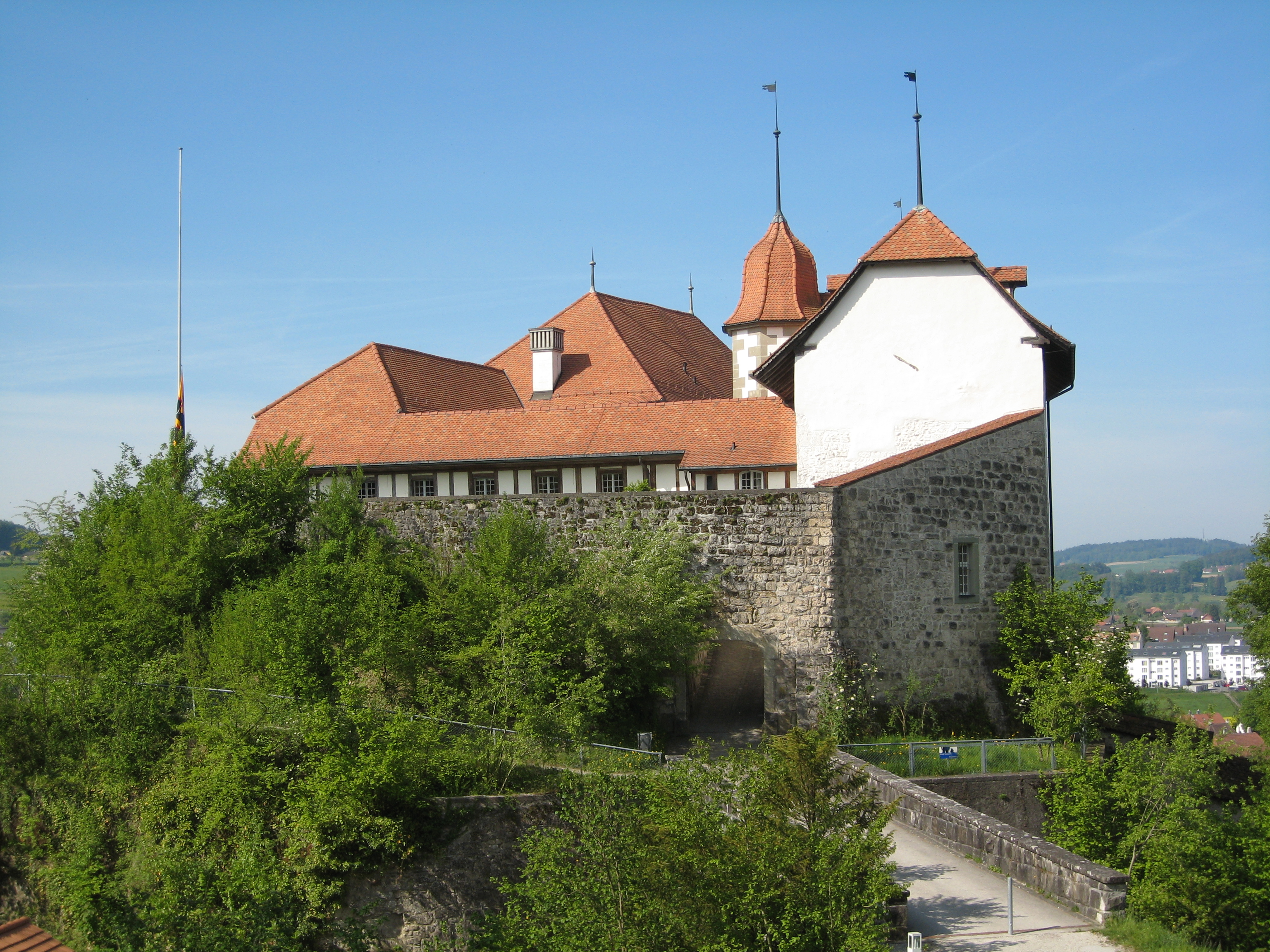
라우펜성

2010년 기준, 라우펜의 실업률은 2.8%였다. 2008년 현재 1차 경제 부문에 13명이 고용되어 있으며 이 부문에 약 5개 기업이 참여하고 있다. 205명이 2차 부문에 고용되었고, 이 부문에 25개의 기업이 있었다. 837명이 3차 부문에 고용되었으며 이 부문에는 117개의 기업이 있다.
2008년에 정규직에 상응하는 총 일자리 수는 788개였다. 1차 부문의 일자리 수는 11개였으며 모두 농업에 있었다. 2차 부문의 일자리 수는 175개였으며, 그중 103개(58.9%)는 제조업, 65개(37.1%)는 건설에 종사했다. 3차 부문의 일자리 수는 602개였다. 3차 부문의 경우 171개(28.4%)는 도소매 또는 자동차 수리업, 32개(5.3%)는 상품의 이동 및 보관, 38개(6.3%)는 호텔 또는 레스토랑, 4개(0.7%)는 정보 산업에 종사했다. 24개(4.0%)가 보험 또는 금융 산업, 69개(11.5%)가 기술 전문가 또는 과학자, 24 또는 4.0%가 교육, 189개(31.4%)가 의료 분야였다.
2000년에는 시정촌으로 통근하는 근로자가 818명, 출퇴근한 근로자가 994명이었다. 지자체는 근로자의 순 수출 지자체로, 1명이 전입될 때, 약 1.2명의 근로자가 지자체를 전출하고 있다. 근로인구 중 23.8%가 대중교통을 이용하여 출퇴근하고 47.9%가 자가용을 이용하였다.

## 교육

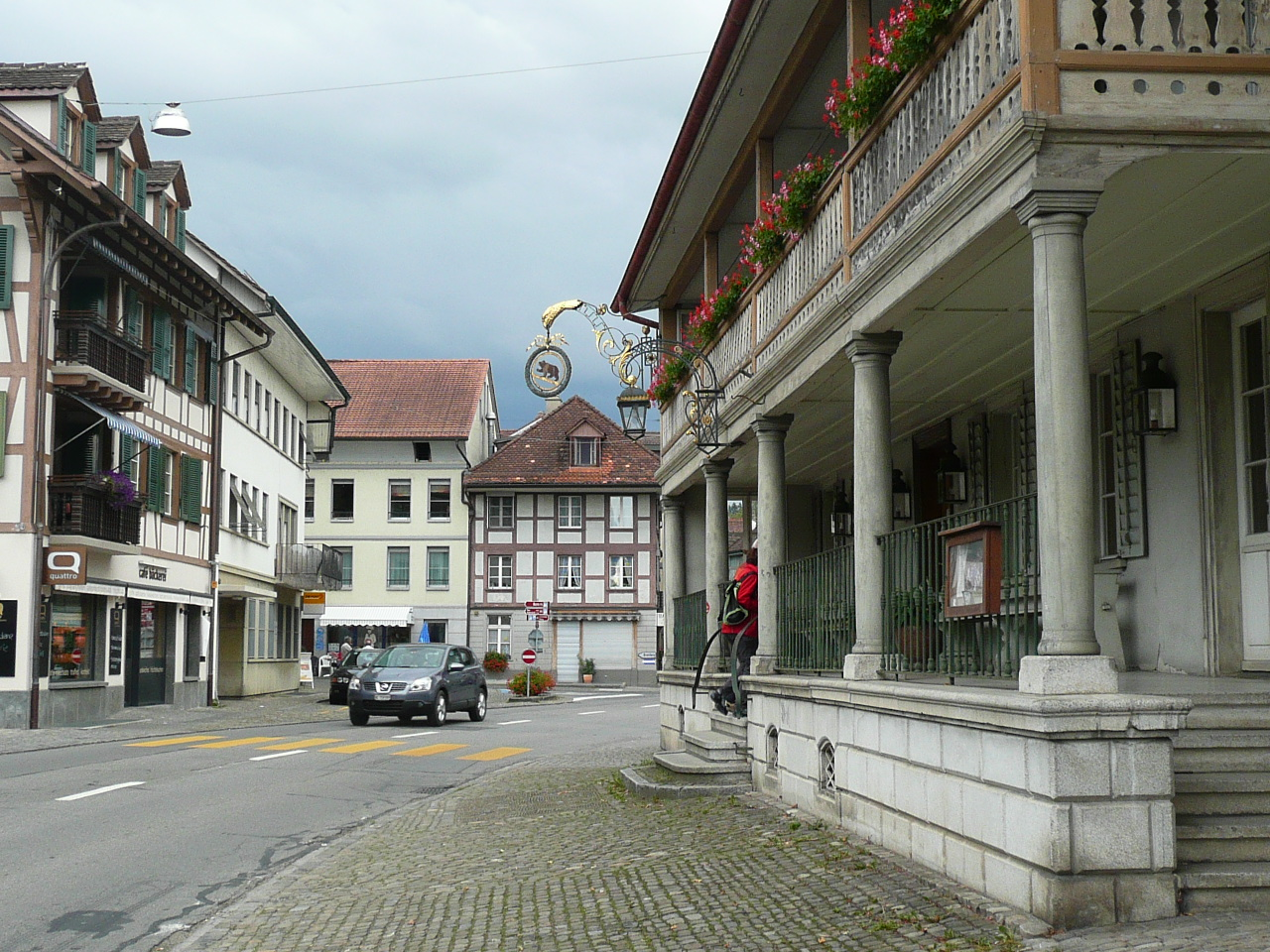
가즈토프 베렌

라우펜에서는 인구의 약 1,173명(42.0%)이 비필수 고등교육을 이수했으며, 369명(13.2%)이 추가 고등교육( 대학 또는 응용학문대학)을 마쳤다. 고등교육을 이수한 369명 중 73.7%가 스위스 남성, 22.5%가 스위스 여성, 3.0%가 비스위스계 남성이었다.
베른주의 학교 시스템은 1년의 의무 없는 유치원, 6년의 초등학교를 제공한다. 이후 3년 동안의 의무적 중학교 과정을 거쳐 학생을 능력과 적성에 따라 구분한다. 중학교 이하 학생들은 추가 교육을 받거나 견습과정에 들어갈 수 있다.
2009-10학년도 동안 총 326명의 학생이 라우펜의 수업에 참석했다. 시정촌에는 총 49명의 학생이 있는 3개의 유치원 수업이 있었다. 유치원생 중 12.2%는 스위스의 영주권 또는 임시 거주자(시민권 아님)였으며 20.4%는 교실 언어와 다른 모국어를 사용한다. 시정촌에는 9개의 초등 학급과 171명의 학생이 있었다. 초등학생 중 13.0%는 스위스의 영주권 또는 임시 거주자(시민권 아님)였으며 13.6%는 교실 언어와 다른 모국어를 사용한다. 같은 해에 총 115명의 학생이 있는 6개의 중등 학급이 있었다. 7.0%는 스위스의 영주권자 또는 임시 거주자(시민권 아님)였으며 5.2%는 교실 언어와 다른 모국어를 사용했다.
2000년 기준으로, 라우펜에는 다른 시정촌에서 온 학생이 65명, 시외 학교에 다니는 거주자는 69명이다.
라우펜에는 2개의 도서관이 있다.
- Schulund Gemeindebibliothek 라우펜
- Bibliothek 라우펜

도서관에는 총 15,224권 (2008년 기준)이 소장되어 있으며, 같은 해 총 28,964권이 대출되었다.

## 교통

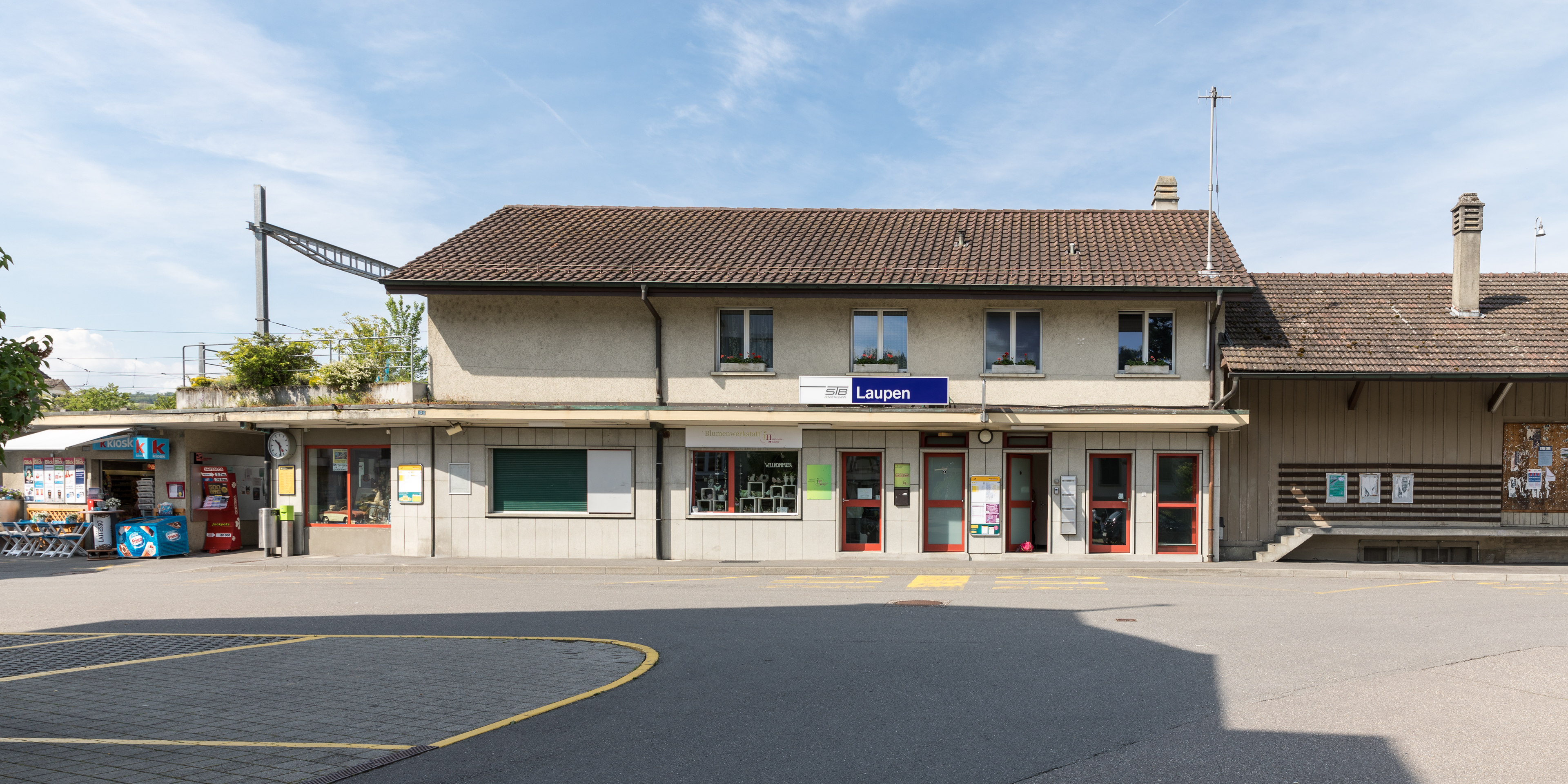
2019년 라우펜역

라우펜에는 플라마트-라우펜 노선에 라우펜 BE역이 있다.

### 국가 중요 문화재
라우펜 성은 국가적으로 중요한 스위스 문화유산으로 등재되어 있다. 라우펜의 전체 마을은 스위스 유산 목록의 일부이다.